# Banská Bystrica (huyện)
Banská Bystrica (tiếng Slovak: okres Banská Bystrica, tiếng Hungary: Besztercebányai járás) là một huyện nằm trong vùng hành chính Banská Bystrica, miền trung Slovakia. Từ năm 1918 trở về trước, huyện này thuộc hạt Zólyom của Vương quốc Hungary.
Huyện có 42 đô thị, trong đó có một thị trấn là Banská Bystrica. Đây cũng là trung tâm kinh tế và văn hóa của cả vùng Banská Bystrica.

## Dân số
| Năm            | 1994    | 2004    | 2014    | 2024    |
| -------------- | ------- | ------- | ------- | ------- |
| Số lượng người | 112.520 | 111.419 | 111.018 | 106.604 |
| Sự khác biệt   |         | −0,97%  | −0,35%  | −3,97%  |

| Năm            | 2023    | 2024    |
| -------------- | ------- | ------- |
| Số lượng người | 107.199 | 106.604 |
| Sự khác biệt   |         | −0,55%  |

## Đô thị
- Badín
- Baláže
- Banská Bystrica
- Brusno
- Čerín
- Dolná Mičiná
- Dolný Harmanec
- Donovaly
- Dúbravica
- Harmanec
- Hiadeľ
- Horná Mičiná
- Horné Pršany
- Hrochoť
- Hronsek
- Kordíky
- Králiky
- Kynceľová
- Lučatín
- Ľubietová
- Malachov
- Medzibrod
- Moštenica
- Motyčky
- Môlča
- Nemce
- Oravce
- Podkonice
- Pohronský Bukovec
- Poniky
- Povrazník
- Priechod
- Riečka
- Sebedín-Bečov
- Selce
- Slovenská Ľupča
- Staré Hory
- Strelníky
- Špania Dolina
- Tajov
- Turecká
- Vlkanová